# ان‌وی انرژی
ان‌وی انرژی (انگلیسی: NV Energy) شرکت برق آمریکایی است، که در سال ۱۹۲۸ تأسیس شد.